# 1105 Fragaria
1105 Fragaria è un asteroide della fascia principale del diametro medio di circa 37,03 km. Scoperto nel 1929, presenta un'orbita caratterizzata da un semiasse maggiore pari a 3,0137416 UA e da un'eccentricità di 0,1009907, inclinata di 10,94860° rispetto all'eclittica.
Il suo nome fa riferimento alle piante del genere Fragaria.